# باغلر تپه
باغلر تپه مربوط به دوره ساسانیان است و در شهرستان خدابنده، بخش مرکزی، روستای هیرآباد واقع شده و این اثر در تاریخ ۱۴ مرداد ۱۳۸۲ با شمارهٔ ثبت ۹۴۴۰ به‌عنوان یکی از آثار ملی ایران به ثبت رسیده است.